# 浦江清
浦江清（1904年12月26日—1957年8月31日），江苏省松江府人，中国古典文学专家，与朱自清合称“清华双清”。

## 生平
1918年就读于江苏省立第三中学。1922年考入国立东南大学，主修西洋文学，辅修国文、哲学。1926年毕业。任清华学校研究院国学门助教，擔任陳寅恪助教，民國18年轉中文系任教，抗戰時期擔任教西南聯合大學，民國37年7月曾任清華大學中文系主任。1952年10月院系调整后入北京大学中文系，讲授戏曲选和戏曲史课程。1957年8月31日因十二指肠溃疡穿孔而病逝。著有《浦江清文集》、《清華園》。
長女為青海民族學院中文系退休教授浦漢明。